# Sotamontero
El sotamontero del rey era un antiguo oficio palaciego que equivalía a lugarteniente de montero mayor, aunque no era un oficio que proveyera el montero mayor sino el mismo monarca. 
Estaba a cargo del sotamontero mandar y gobernar a todos los monteros del reino así como a los oficiales de la montería. Además, asistía de ordinario en la Corte en donde se encontraba la Persona Real. Tenía la facultad de nombrar un montero de los de a caballo, que junto con los Corregidores y Justicia de las ciudades, villas y lugares del reino, procuraban aposento a los monteros y oficiales de la montería en cualquier parte y lugar por donde circulaban.